# Делта (Охајо)
Делта (енгл. Delta) град је у америчкој савезној држави Охајо.

## Демографија
По попису из 2010. године број становника је 3.103, што је 173 (5,9%) становника више него 2000. године.
| Група             | 2000.         | 2010.         |
| Белци             | 2.723 (92,9%) | 2.870 (92,5%) |
| Афроамериканци    | 3 (0,1%)      | 11 (0,4%)     |
| Азијати           | 3 (0,1%)      | 16 (0,5%)     |
| Хиспаноамериканци | 161 (5,5%)    | 163 (5,3%)    |
| Укупно            | 2.930         | 3.103         |